# Roquefort-la-Bédoule
Roquefort-la-Bédoule ist eine französische Gemeinde mit 5.784 Einwohnern (Stand 1. Januar 2022) im Département Bouches-du-Rhône in der Region Provence-Alpes-Côte d’Azur; sie gehört zum Arrondissement Marseille und zum Kanton La Ciotat.

## Lage
Roquefort-la-Bédoule liegt östlich von Marseille zwischen Aubagne und La Ciotat. Die Gemeinde liegt zwar außerhalb des Regionalen Naturparks Sainte-Baume, ist mit diesem jedoch assoziiert.

## Geschichte
Der Adlige Benoît-Hyppolyte de Villeneuve-Flayosc, seines Zeichens der Marquis von Trans, war der Eigner des größten Industriebetriebs für Werkstoffe am Ort. Ab dem Ende des 19. Jahrhunderts ließen sich zahlreiche Italiener, Spanier und Armenier nieder, die Arbeit in den Fabriken gefunden hatten. Die verbundene Gemeinde Roquefort-la-Bédoule wurde 1918 gegründet. In den 1930er Jahren schlossen mehrere Betriebe.

## Bevölkerungsentwicklung
- 1962: 1635
- 1968: 1770
- 1975: 2384
- 1982: 3355
- 1990: 4162
- 1999: 4733
- 2008: 5038
- 2016: 5632

## Sehenswürdigkeiten
- Burg von Roquefort (9.–12. Jahrhundert)
- Kapelle Saint-André (1143 als Notre-Dame de Julhans erwähnt)
- Kirche Sainte-Roseline (17. Jahrhundert)
- Château de Julhans (17. Jahrhundert)

## Persönlichkeiten
- Tony Garnier (1869–1948), Architekt